# Melidectes foersteri
Papa-mel-de-foerster ou papa-mel-de-huon (Melidectes foersteri) é uma espécie de ave da família Meliphagidae.
É endémica da Papua-Nova Guiné.
Os seus habitats naturais são: regiões subtropicais ou tropicais húmidas de alta altitude.